# Divín (hrad)
Hrad Divín (1329 Dyun, 1393 castrum Duyen, 1467–1469 castrum Dywyn) je zřícenina gotického hradu, jehož ruiny se nacházejí v obci Divín.

## Historie

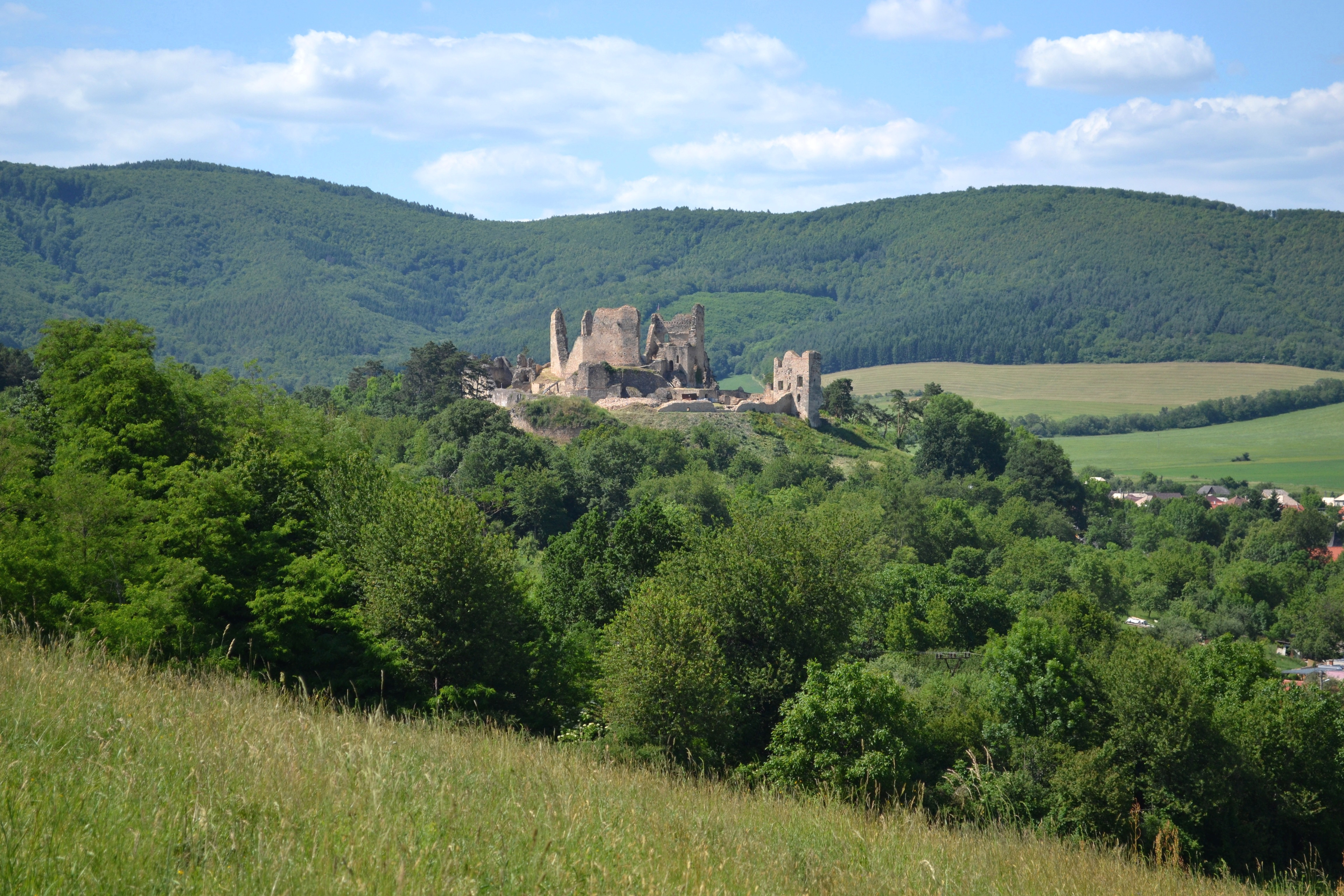
Hrad se tyčí nad obcí Divín

Postaven byl někdy na přelomu třináctého a čtrnáctého století. Poprvé se připomíná v roce 1329. Postavil ho asi příslušník nějakého rodu z Lučence (Lošonciů), ale po neúspěšném spiknutí proti králi, kterého se zúčastnili i Zikmund a Štefan z Lučence, ho Matyáš Korvín v roce 1469 daroval Michalovi Orsághovi. Zanedlouho ho už vlastnil Jan Nádaši Ongor a po jeho smrti se hradu násilně zmocnil Zikmund Balaša. Za vlastnictví Balašiů bylo roku 1559 vybudováno nové předhradí s moderními obrannými prvky (bastiony a dvě nárožní bašty). Ani tato opatření však nezabránila, aby ho v roce 1575 po dlouhém obléhání nedobyli Turci, kteří ho okupovali až do roku 1593, kdy ho zpět dobylo královské vojsko spolu s Bálintem Balašem. Hradu se stalo osudným loupežné řádění jeho majitele Imricha Balaše – roku 1683 ho císařská vojska dobyla a vypálila.

## Poloha
Na rozhraní Krupinské výšiny a Lučenské kotliny na nevysokém pahorku přímo nad centrem obce.